# مرجان‌های مغزی لخته‌ای
مرجان‌های مغزی لَخته‌ای (نام علمی: Lobophyllia) نام یک سرده از راسته مرجان‌های سنگی است.